# تانيا إميري
تانيا إميري (بالإنجليزية: Tania Emery)‏ هي ممثلة بريطانية، ولدت في 26 يونيو 1973 في ونزر في المملكة المتحدة.

## وصلات خارجية
- تانيا إميري على موقع IMDb (الإنجليزية)
- تانيا إميري على موقع قاعدة بيانات الفيلم (الإنجليزية)